# Санџуро
Санџуро је јапански филм из 1962. године који је режирао Акира Куросава.

## Радња
Санџуро је ронин који бива уплетен у политику клана када се пробуди и затече тајни састанак девет младих самураја који се одржава у светилишту где он кришом станује. Младићи, вођени жељом да ослободе свој клан корупције, погрешно су проценили Коморника и затражили су подршку Надзорника. Овај човек одмах показује своје право лице тако што их издаје и хапси Коморника. Након што им је спасао животе и утврдио да су потпуно бескорисни, Сањуро се добровољно јавља да помогне младим самурајима и они се упуштају у спасилачку мисију. Међутим, Санђурове планове непрестано крше немирни млади самурај који не верују у његово неортодоксно понашање и инсистирају да се умешају.

## Анализа
Саџуро је још једна од Куросавиних критика о раскошној гламуризацији насиља у самурајским историјским драмама које су биле тако популарне и пре и после Другог светског рата. Оно што говори у овом погледу је супротстављање Санџура у свој његовој одрпаној, неотесаној слави, наспрам углађених самураја са двора.
Кукавички, обманути гангстери малог града у Јоџимбоу (1961) овде су замењени за самураје из градских кланова у њиховим женственим, шареним кимонима, са наивно-ревносним ставом према убијању и умирању за самурајски кодекс части. Коначно, концепт је исти по томе што ови људи немају појма о последицама вођења живота мачеваоца.
Међу најкомичнијим сценама су оне које укључују девет младих самураја како пажљиво везују своје панталоне и везују рукаве припремајући се за борбу, да би им Санџуро рекао да им није дозвољено да користе своје мачеве јер мисли да би због своје глупости могли да га случајно повреде. Заиста, иако се олако залажу да ће живети или умрети заједно, као демонстрација храбрости у суочавању са опасностима и тешкоћама, такву изјаву одмах прати зевајући Сањуро који као од шале проналази решење за њихову невољу, било измишљањем интелигентних планова или пробијајући се мачем кроз мале армије.
Груби, непослушни ратник је вероватно лик који Тоширо Мифуне најбоље ради, а такве улоге су свакако међу његовим најупечатљивијим улогама. Његов учинак овде је одличан, посебно када непоколебљивог Санџура избаци најневероватнији појединац: Коморникова стара жена. Две, иако поларне супротности, су сличније него што би Санџуро желео да призна. Као што он збуњује своје друштво својим нетактичним понашањем и неконвенционалним приступом, она је својим нежним упозорењима и посвећеношћу естетизму у најнеприкладнијим тренуцима занемарена као обична жена. На крају, Санџуро је тај који је најозбиљније схвата. Њена наивност, мудрачка смиреност и непрестана учтивост, чак и пред опасношћу, у почетку га застрашује, а на крају га суочава са реалношћу његових сопствених мана.
Иако знатно мање озбиљан, овај наставак Куросавиног легендарног Јоџимбоа, није ништа мањи филмски успех у смислу давања снажне, хуманистичке поруке.